# Jeffrey Archibald
Jeffrey Victor Archibald, MBE (* 2. Februar 1952 in Auckland) ist ein ehemaliger neuseeländischer Hockeyspieler.
Mit der Neuseeländischen Nationalmannschaft nahm er dreimal an Olympischen Spielen (1972, 1976, 1984) teil. In Montreal 1976 wurde Archibald Olympiasieger.
Sein Sohn Ryan wurde ebenfalls Hockeyspieler und war ebenfalls mehrfacher Olympiateilnehmer.